# Giuseppe Occhialini
Giuseppe Occhialini, dit Beppo Occhialini né le 5 décembre 1907 (Fossombrone, Italie) et mort le 30 décembre 1993 (Paris 14e, France), est un physicien italien.

## Biographie
On doit notamment à Giuseppe Occhialini la découverte du méson π ou pion en 1947, avec César Lattes et Cecil Frank Powell (prix Nobel de physique en 1950). Ils travaillaient alors au « H. H. Wills Laboratory » de l'université de Bristol.
On lui doit aussi la mise au point de la technique des plaques a émulsions épaisses dont les performances dépassent celles de la chambre à brouillard de Wilson pour la détection des rayons cosmiques et des particules élémentaires. 
Il est fait membre étranger de la Royal Society en 1974. Il a reçu le prix Wolf en 1979.
Il épousa en 1950 à Bruxelles Constance Charlotte « Connie » Dilworth, elle-même physicienne de renom international. L'année suivante à Uccle vint au monde leur fille Etra.
Il fut aussi brillant alpiniste au Brésil durant la Deuxième guerre mondiale et spéléologue. Il faisait partie en 1951-1952 de l'équipe qui découvrit le gouffre de la Pierre Saint Martin dans les Pyrénées.
L'astéroïde (20081) Occhialini est nommé d'après lui.